# IObit Malware Fighter
 O IObit Malware Fighter (lançado em 2004) é um programa antimalware e antivírus para o sistema operacional Microsoft Windows (Windows XP e posterior). Ele foi projetado para remover e proteger contra malware, incluindo cavalos de Troia, rootkits e ransomware.

## Visão global
O IObit Malware Fighter possui uma versão gratuita, que pode ser executada ao lado da solução antivírus existente do usuário. Na edição paga, o produto vem com proteção antivírus. A partir da versão 6, lançada em 2018, o produto inclui o mecanismo Bitdefender em sua versão comercial, junto com seu próprio mecanismo anti-malware. Os novos recursos da versão mais recente incluem interface de usuário aprimorada, recurso "Safe Box" para proteger pastas específicas contra acesso não autorizado, "MBR Guard" que protege contra ataques maliciosos, como GoldenEye/Petya e scripts de mineração de criptomoeda.

## Lançamentos
Em 2010, a primeira versão beta do IObit Malware Fighter 1.0 foi lançada ao público.
Em 2013, o IObit Malware Fighter 2 foi lançado. Nesta versão, o IObit estreou seu componente "segurança em nuvem", no qual o usuário pode fazer upload de um arquivo na nuvem para determinar se é malicioso ou não. Em 2015, a versão 3 foi lançada e, em 2016, a versão 4, que adicionou o mecanismo antivírus Bitdefender em sua edição comercial.
Em 2017, a versão 5 foi lançada. Entre os novos recursos, estava um componente anti-ransomware. A versão 6 foi lançada em maio de 2018.

## Recepção critica
- Em novembro de 2011, as versões gratuitas e pagas do IObit Malware Fighter foram revisadas pelo Bright Hub, em que o revisor não pôde recomendar o produto, citando uma proteção de malware insuficiente.[10]
- Em maio de 2013, o IObit Malware Fighter recebeu uma pontuação "sombria", meia estrela em cinco, por sua versão paga pela PC Magazine.[11]
- Em dezembro de 2013, a versão paga do IObit Malware Fighter recebeu uma classificação de 1 em 5 estrelas da Softpedia.[12]
- Em março de 2015, a versão comercial do IObit Malware Fighter 3 recebeu uma crítica negativa da PC Magazine, com o revisor chamando o produto de "inútil".[13]
- O IObit Malware Fighter recebeu uma classificação de 4 em 5 estrelas dos editores no Download.com da CNET.[14]
- Em maio de 2017, a PC Magazine atribuiu à versão paga do IObit Malware Fighter uma classificação de 2 entre 5 estrelas.[15]
- Em julho de 2017, o TechRadar atribuiu à versão paga do IObit Malware Fighter uma classificação de duas estrelas e meia, na qual o revisor reclamou da proteção geral do produto contra malware.[16]
- Em maio de 2018, o IObit Malware Fighter 6 recebeu uma crítica negativa do site ReviewedByPro.com com o revisor afirmando que o software “não é capaz de proteger toda a família ou usuários pesados da Internet, pois as defesas não são muito confiáveis e os recursos de segurança não o são. trabalhe bem".[3]